# Vicksburg (Schiff, 1992)
Vicksburg ist ein ehemaliges Kriegsschiff, das von 1991 bis 2024 im Dienst der United States Navy stand. Der ehemalige Lenkwaffenkreuzer gehört der Ticonderoga-Klasse an und trägt die Schiffskennung CG-69.

## Geschichte
CG-69 wurde 1988 in Auftrag gegeben und im Mai 1990 bei Ingalls Shipbuilding auf Kiel gelegt. Im September 1991 lief das Schiff vom Stapel. Als Name war zunächst Port Royal vorgesehen gewesen. Die Vicksburg wurde gleichermaßen nach der Schlacht um Vicksburg während des Sezessionskriegs und nach der Stadt Vicksburg im Bundesstaat Mississippi benannt. Taufpatin war Tricia Lott, die Ehefrau des damaligen US-Senators Trent Lott. Am 14. November 1992 wurde die USS Vicksburg offiziell in Dienst gestellt.
Während der aktiven Dienstzeit in den Jahren 1991 bis 2024 war dem Namen das Präfix „U.S.S.“, auch in der Schreibweise „USS“, als Abkürzung für United States Ship vorangestellt. Als Schiffskennung vergeben wurde das Kürzel CG für den Schiffstyp Cruiser, Guided Missile in Verbindung mit der innerhalb dieses Schiffstyps eindeutigen Kennnummer 69.
Die erste Einsatzfahrt der Vicksburg fand 1994 als Geleitschutz der Saratoga statt. Die Kampfgruppe verlegte ins Mittelmeer, wo sie an den Missionen Operation Deny Flight, Operation Sharp Guard und Operation Provide Promise teilnahm. 1997 war der Kreuzer Teil der Kampfgruppe um die John F. Kennedy, um im Persischen Golf an der Operation Deliberate Guard und der Operation Southern Watch teilzunehmen. 1998 hatte die Vicksburg Probleme mit den Computern des Aegis-Kampfsystems und wurde daher aus der Einsatzrotation herausgenommen.
Ende 1999 nahm die Vicksburg als einziges US-Kriegsschiff an der Übung UNITAS teil. 2002 und 2001 war das Schiff an Tests des Cooperative-Engagement-Capability-Systems beteiligt. Im März 2002 war sie wieder Bestandteil der Kampfgruppe der John F. Kennedy und nahm mit dieser an der Operation Enduring Freedom teil. 2004, wiederum an der Seite der John F. Kennedy, war die Vicksburg an der Operation Iraqi Freedom beteiligt. Auch 2006 befand sich die Vicksburg, an der Seite der Ronald Reagan, im Golf. Während dieser Fahrt operierten die US-Navy-Schiffe unter anderem mit der französischen Charles de Gaulle.
2007 verlegte das Schiff als Geleit der Kearsarge ein weiteres Mal in den Persischen Golf. Während dieser Fahrt machte die Vicksburg nahe iranischer Hoheitsgewässer zwei iranische U-Boote der Kilo-Klasse aus, die an der Oberfläche fuhren. Im Oktober 2008 nahm der Kreuzer an der Versenkung des außer Dienst gestellten Zerstörers O´Bannon teil und verlegte 2009 an der Seite der Dwight D. Eisenhower in den Indischen Ozean, um dort somalische Piraten zu bekämpfen. Mit der Enterprise fuhr der Kreuzer 2012 in Richtung Mittelmeer und Indischer Ozean.
Das Schiff sollte eigentlich am 31. März 2013 außer Dienst gestellt werden. Später entschied sich die Navy aber dagegen und behielt die USS Vicksburg. Im Februar 2015 lief das Schiff ins Schwarze Meer ein, um dort mit Schiffen der NATO-Länder Bulgarien, Deutschland, Italien, Kanada, Rumänien und Türkei an einem Manöver teilzunehmen.

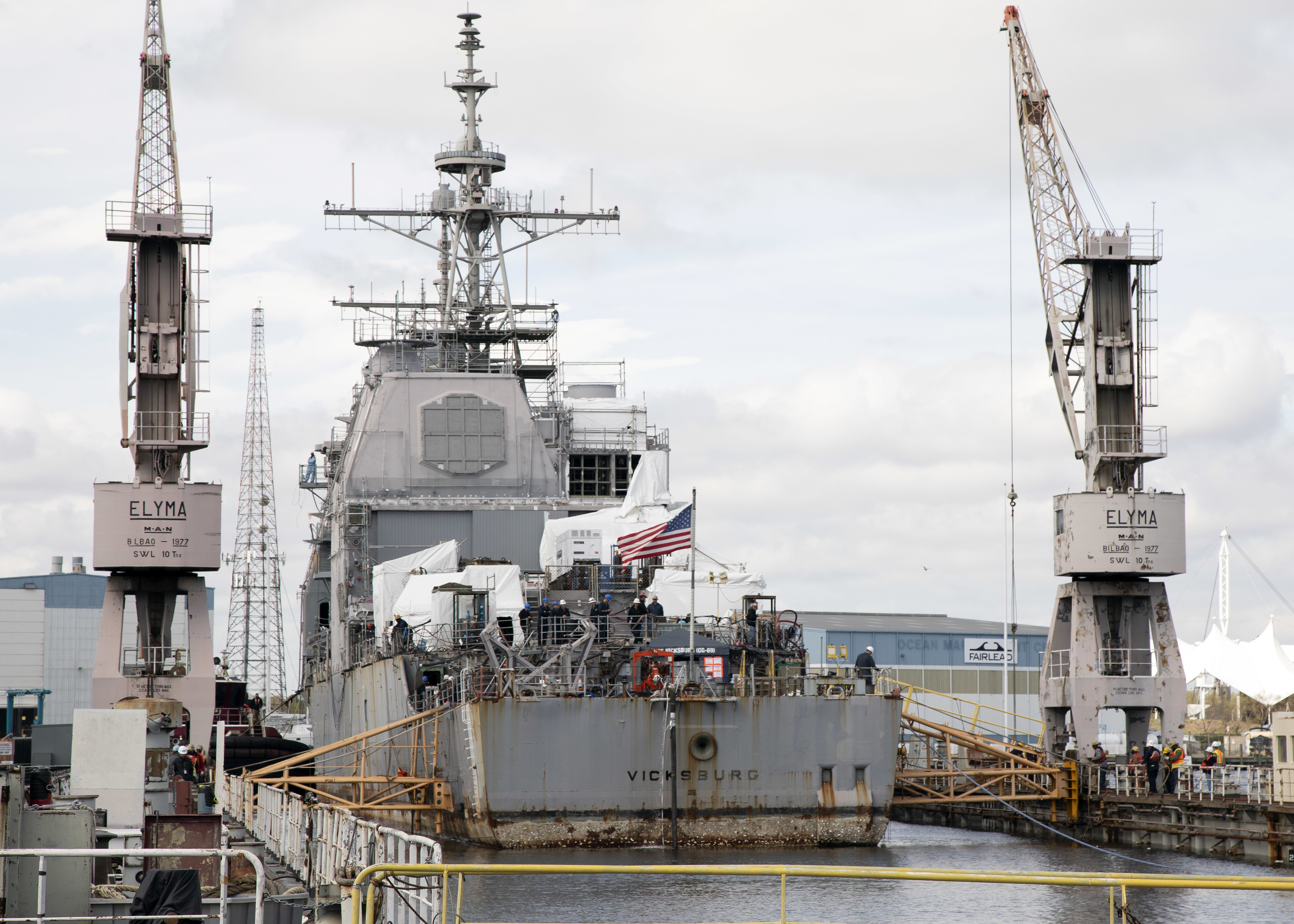
USS Vicksburg 2020 im Dock bei der Firma BAE Systems in Norfolk

Nach 2015 wurde die USS Vicksburg nicht mehr eingesetzt. Sie durchlief ab 2016 verschiedene Modernisierungs-Programme, die aber trotz erheblicher Mittelaufwendungen nicht zum Abschluss gebracht wurden. Eine beantragte Außerdienststellung im Jahr 2023 wurde vom US-Kongress untersagt. Im Jahr 2024 wurden alle Arbeiten ergebnislos eingestellt und USS Vicksburg zur Außerdienststellung nach Norfolk geschleppt. Die Feier vor der Außerdienststellung erfolgte am 28. Juni 2024, mit Wirkung zum 26. Juli 2024 wurde das Schiff außer Dienst gestellt und aus der Liste der aktiven Schiffe gestrichen. Vicksburg wurde als Logistics Support Asset dem NAVSEA Inactive Ships On-site Maintenance Office in der Naval Inactive Ships Maintenance Facility (NISMF) Philadelphia unterstellt.